# Huragan Paul (1982)
Huragan Paul – dziewiętnasty nazwany sztorm tropikalny i dziesiąty huragan w sezonie huraganowym na Pacyfiku w 1982 roku. Maksymalna prędkość wiatru wyniosła 110 mph (175 km/h) i był w kategorii 2 skali Saffira-Simpsona. Huragan Paul był jednym z najtragiczniejszych huraganów, jakie nawiedziły Pacyfik.
Huragan nawiedził cztery kraje położone w Ameryce Środkowej – Gwatemalę, Meksyk, Nikaraguę oraz Salwador.
W wyniku przejścia huraganu najbardziej ucierpiał Salwador, gdzie zginęło 761 osób. Znaczna liczba ofiar spowodowana była lawinami błotnymi. W ich wyniku poważnie ucierpiała stolica państwa – San Salvador, gdzie zginęło 312 osób. Porywisty wiatr i ulewne deszcze zniszczyły i uszkodziły wile budynków mieszkalnych. Ponad 15 tysięcy ludzi straciło dach nad głową. Utrzymująca się przez wiele tygodni od przejścia huraganu woda, spowodowała w całym kraju zniszczenie upraw. Łączne straty w Salwadorze oszacowano na 250 milionów dolarów.
W Gwatemali, huragan spowodował śmierć 615 osób, 10 tysięcy osób zostało bez dachu nad głową, a straty oszacowano na 100 milionów dolarów. W Nikaragui zginęło 71 osób, a straty materialne oszacowano na 356 milionów dolarów. W Meksyku w wyniku przejścia huraganu zginęło 249 osób.
Huragan Paul jest drugim pod względem liczby ofiar huraganem, który utworzył się na Pacyfiku. Najtragiczniejszy huragan utworzył się na Pacyfiku w 1959 roku i spowodował w Meksyku śmierć około 1800 osób.

## Ofiary huraganu
| Kraj      | Ofiary śmiertelne |
| --------- | ----------------- |
| Salwador  | 761               |
| Gwatemala | 615               |
| Meksyk    | 249               |
| Nikaragua | 71                |
| Razem     | 1696              |